# Romola Costantino
Romola Costantino   (14 de setembre de 1930 - novembre 1988) va ser un destacat pianista, acompanyant i professor australià, que també va treballar com a crític de música, cinema i teatre.
Romola Costantino era filla de Napoleone Costantino (1889-1982), un funcionari italià a Austràlia, i de la seva esposa d'origen gal·lès Rosamond Lindner. Va estudiar al "NSW Conservatorium of Music" amb Alexander Sverjensky. Va ser llicenciada al "Royal College of Music" de Londres, on la seva actuació de graduació va ser la Rapsòdia sobre un tema de Paganini de Rakhmàninov.
Va donar moltes retransmissions i recitals per a l'ABC, sobretot com a acompanyant de músics com Ruggiero Ricci i Henryk Szeryng (en la seva quarta i última gira australiana el 1984).
Romola Costantino va oferir el primer recital de piano en solitari a l'Òpera de Sydney (10 d'abril de 1973; a un públic convidat, i va participar en la primera actuació pública a la sala de música de l'Òpera (amb el Carl Pini Quartet i Walter Sutcliffe auspicis de Musica Viva Austràlia). També va formar un conegut duo de piano amb Lance Dossor.
Va formar part del comitè inaugural del "Gremi d'Accompanistes del Sud d'Austràlia" el 1983, i va ser presidenta del Gremi del 1984 al 1986.
Va gravar la Sonata Arpeggione de Schubert amb Robert Pikler, viola, i el trio Kegelstatt de Mozart amb Pikler i Pamela Johnson, clarinet. També va enregistrar dues sonates per a piano de Schubert que Schubert havia deixat sense acabar i que van acabar Walter Dullo. Altres enregistraments inclouen La valse, de Ravel, i peces de Debussy i Fauré.
Va ser professora titular de la Universitat de Sydney. També va ser crítica musical del "Sydney Morning Herald" i crítica de cinema i teatre del "Sun-Herald".
El 1971 Romola Costantino es va casar amb George Enyi, artista i escultor, i de vegades va utilitzar el seu nom casat Romola Enyi.
Va ser consultora musical de la pel·lícula Between Wars (1974).
Els honors del Dia d'Any Nou de 1978, va ser nomenada Oficial de l'Orde de l'Imperi Britànic pels seus serveis a les arts.
Romola Costantino va morir a mitjans de novembre de 1988, als 58 anys. Molts dels seus programes i altres articles es troben a la Biblioteca Nacional d'Austràlia.